# Internationale Gesamtschule Heidelberg

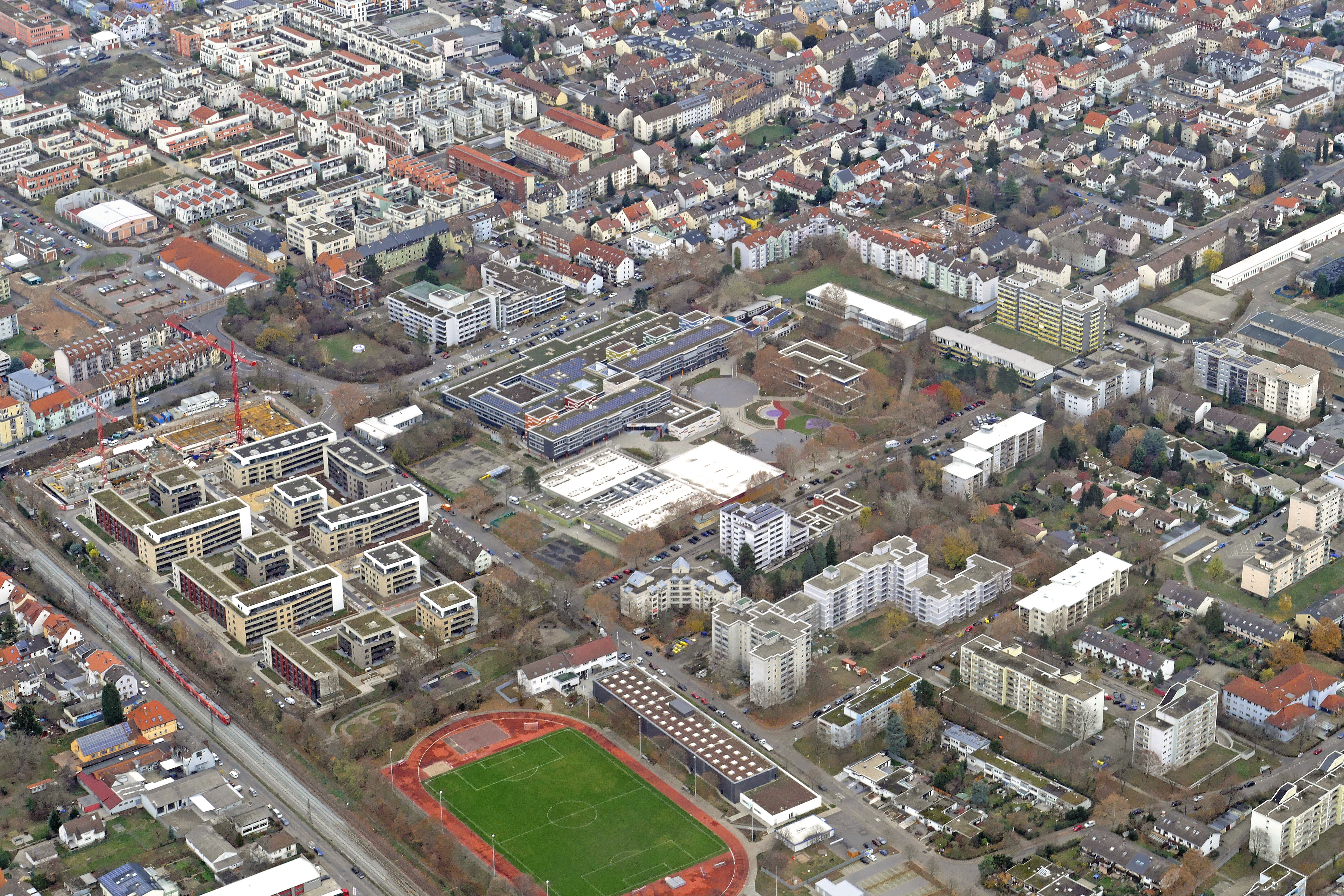
Luftbild der Internationalen Gesamtschule Heidelberg-Rohrbach (IGH)

Die Internationale Gesamtschule Heidelberg (kurz IGH, voller Name gemäß Einrichtungserlass Internationale Gesamtschule – Heidelberg-Hasenleiser – Eine Friedensschule) ist eine Ganztagesschule im Heidelberger Stadtteil Rohrbach. Träger der Modellschule ist die Stadt Heidelberg. Gemäß dem Schulgesetz des Landes Baden-Württembergs ist die IGH eine „Schule besonderer Art“. An der IGH werden ca. 1600 Schüler von etwa 170 Lehrkräften unterrichtet. Damit ist die IGH die größte Schule in Heidelberg.

## Geschichte

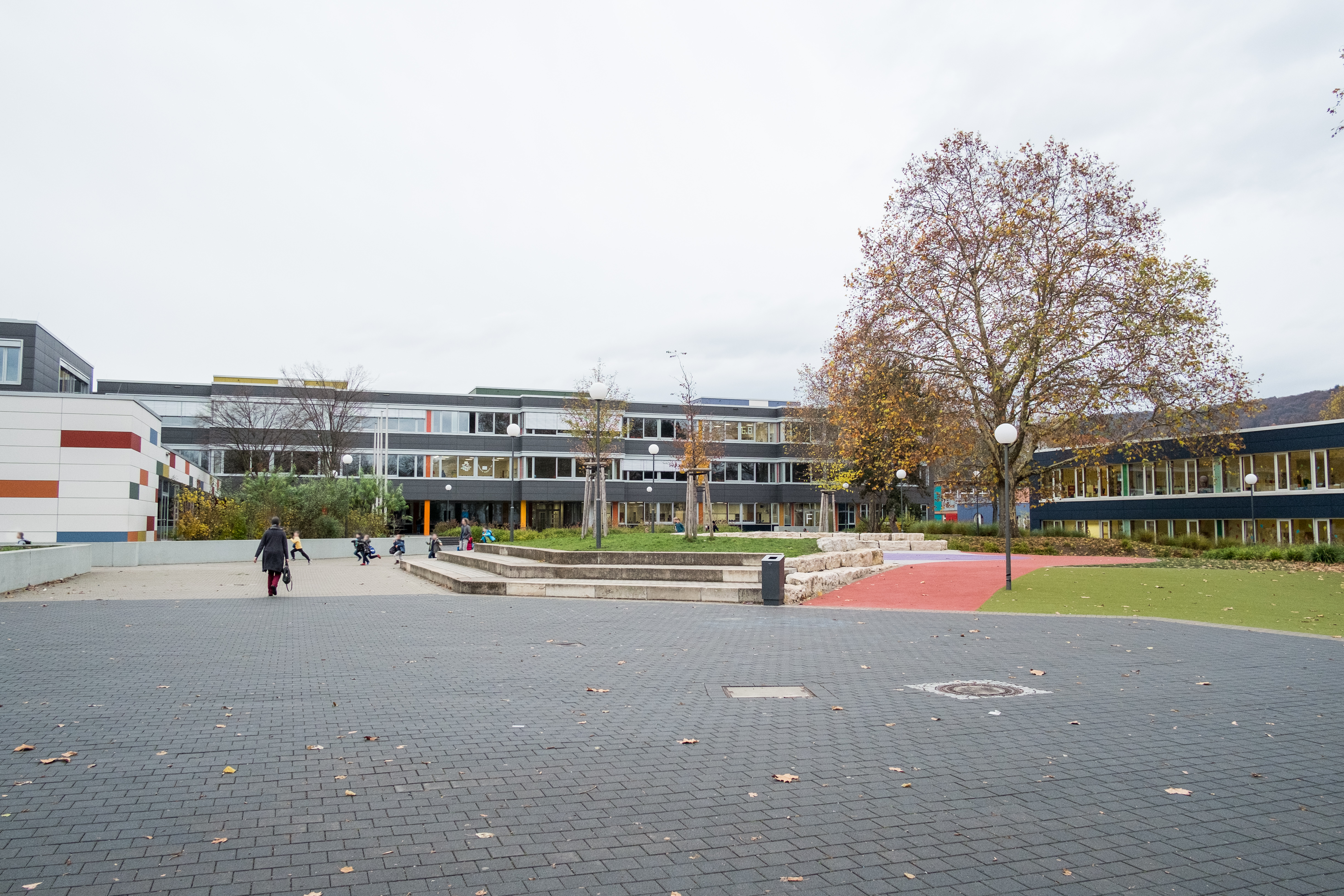
Internationalen Gesamtschule Heidelberg Sekundar- und Primarstufe

Auf dem Gelände der heutigen Internationalen Gesamtschule Heidelberg nahm zunächst die Grundschule Hasenleiser am 1. September 1971 ihren Schulbetrieb auf – die Vorschule folgte im Jahr darauf. Ein Gemeinderatsbeschluss vom 15. Juli 1971 verdeutlichte den Sonderstatus, den die IGH einnehmen sollte:

„Die Einrichtung der Vor- und Grundschule wird mit der Maßgabe beantragt, daß eine Eingliederung dieser Schule in die Modell-Gesamtschule erfolgen kann, wenn dies die von der Planungsgruppe erarbeitete Konzeption vorsieht.“

Ebendiese Planungsgruppe wurde 1974 vom damaligen Kultusminister Baden-Württembergs, Wilhelm Hahn, in Form einer Kommission gegründet. Dieser gehörten neben Vertretern der Stadt Heidelberg auch Wissenschaftler und Pädagogen sowie Vertreter der Elternschaft auch der Gewerkschaft Erziehung und Wissenschaft an. Den Vorsitz dieser Kommission hatte E. Römischs inne. Im Zentrum der Gründungsphase stand, nicht zuletzt getragen durch Hermann Röhrs, der Friedensgedanke. So wurde bei der Grundsteinlegung am 4. Oktober 1974 eine Schrift Röhrs (Erziehung zum Frieden. Stuttgart, Berlin, Köln, Mainz 1971) in das Fundament der Schule eingemauert. Hermann Röhrs schildert den Friedensgedanken hinter der IGH wie folgt:
„In der Überzeugung, daß Friedenserziehung und internationale Verständigung bildungspolitisch vordringliche Bildungsziele in einer Zeit der Hochrüstung und permanenter kriegerischer Auseinandersetzungen darstellen, wurde die Internationale Gesamtschule Heidelberg als Friedensschule des Landes Baden-Württemberg beschlossen.“
Offiziell eröffnet wurde die IGH im Frühjahr 1976. Weiter vorangetrieben wurde der Friedensgedanke der IGH ab dem Jahr 1993, als mit Beate Weber eine ehemalige Lehrerin der IGH das Amt der Oberbürgermeisterin in Heidelberg übernahm.
Das Stadtarchiv Heidelberg ist seit 2013 im Gebäudekomplex der Gesamtschule untergebracht.

## Besonderheiten

### Das Stufensystem – „Schule der besonderen Art“

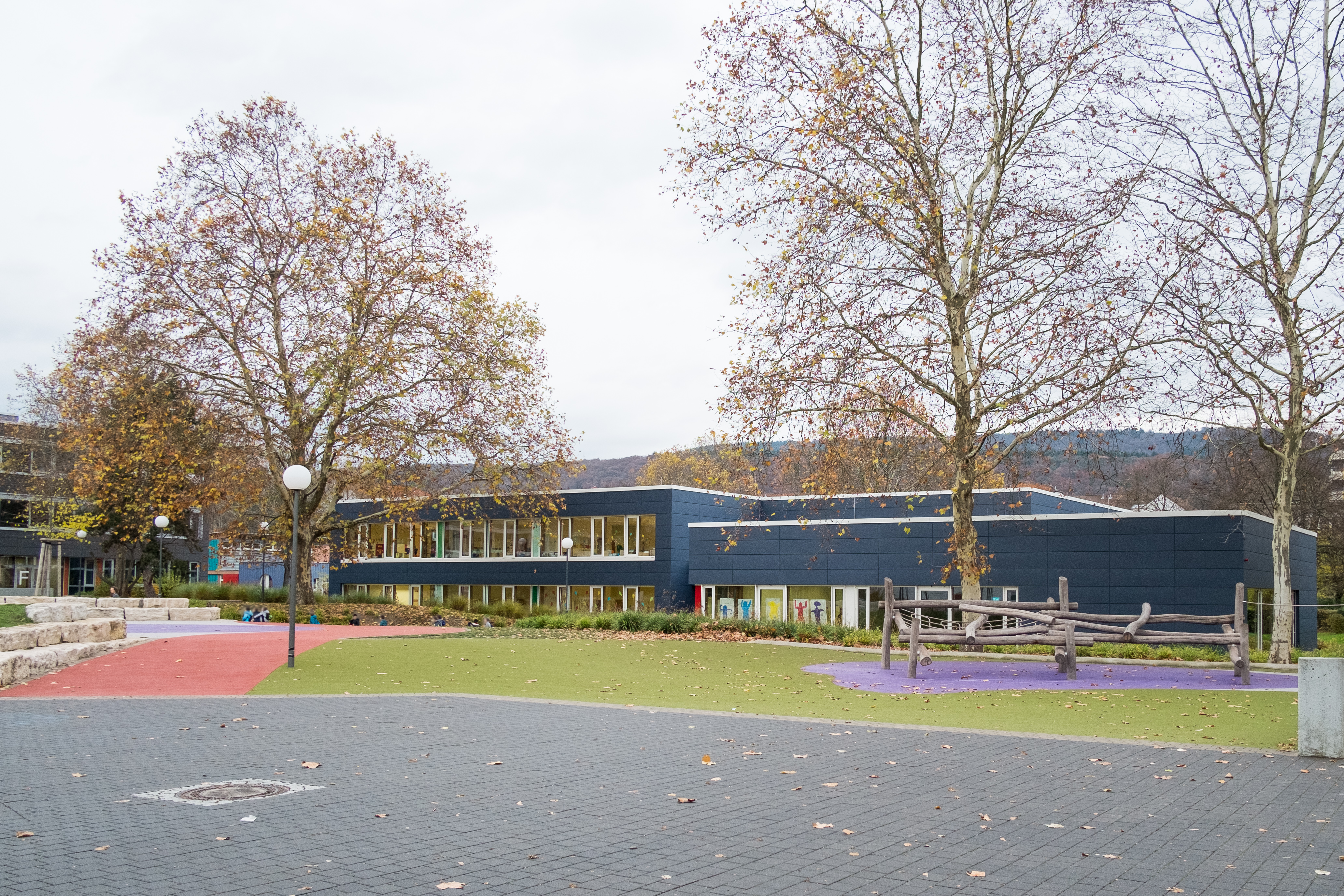
Primarstufe der Internationalen Gesamtschule Heidelberg 01

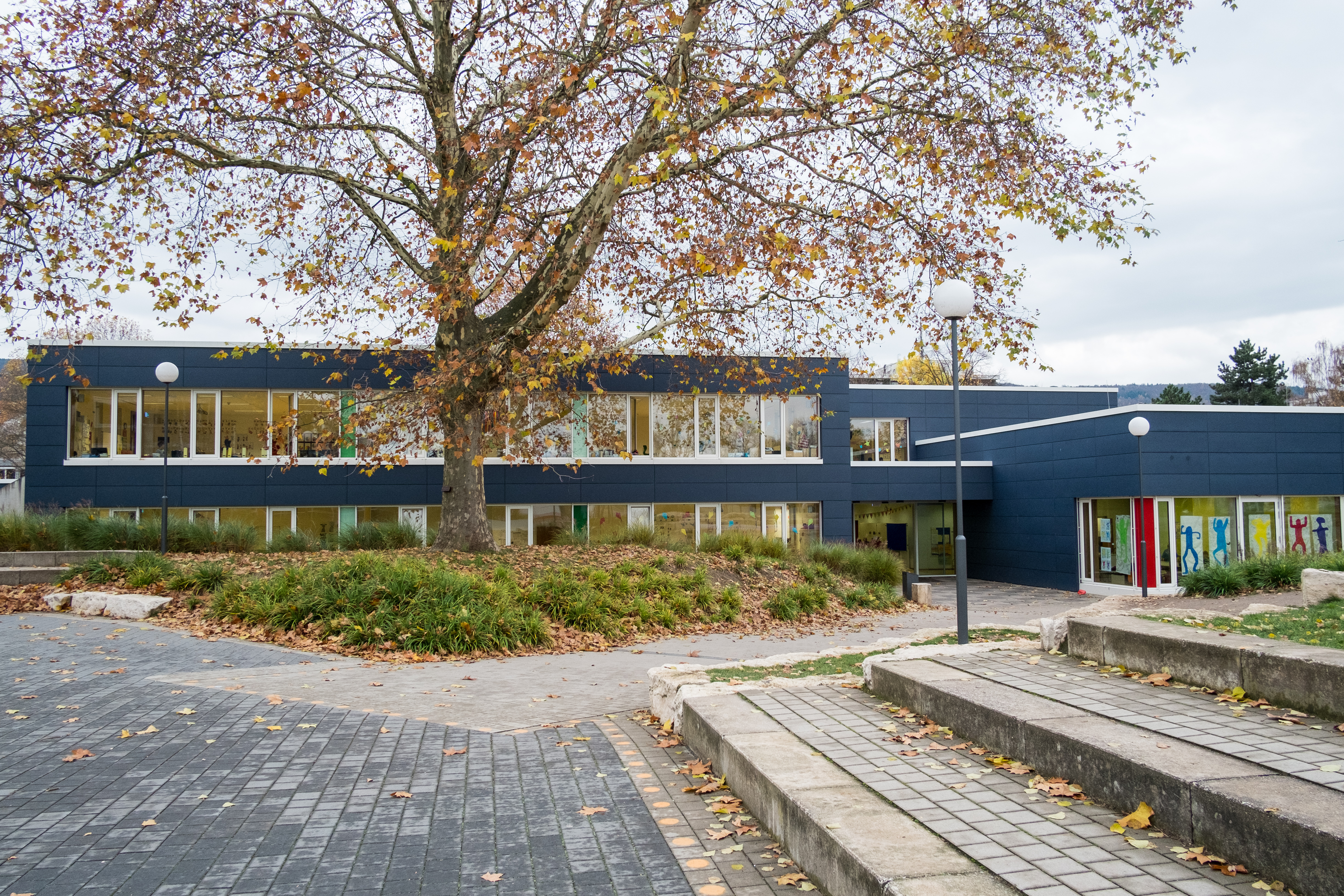
Eingang Primarstufe der Internationalen Gesamtschule Heidelberg

Die Internationale Gesamtschule Heidelberg ist eine Ganztagesschule (Unterricht findet zwischen 7.45 Uhr und 16.00 Uhr statt, mit einem freien Nachmittag in der Woche), die gemäß dem Schulgesetz von Baden-Württemberg eine „Schule besonderer Art“ ist. Im Schulgesetz § 107 heißt es hierzu:
Konkret hat die IGH diese Vorgaben in einem Stufensystem umgesetzt. So gliedert sich die IGH in drei Stufen:
- Die Primarstufe von Klasse 1 bis 4.
- Die Sekundarstufe I, bestehend aus einer sogenannten Orientierungsstufe (Klasse 5 und 6 in der alle Schüler der verschiedenen Schularten gemeinsam unterrichtet werden) und Mittelstufe (Hauptschule Klasse 7 bis 9 sowie die Realschule und das Gymnasium von Klasse 7 bis 10)
- Die Sekundarstufe II, die sogenannte gymnasiale Oberstufe von Klasse 11 bis 12

### Internationalität
An der Internationalen Gesamtschule Heidelberg werden Schüler aus ca. 60 Nationen unterrichtet. Die Integration ausländischer Schüler erfolgt über Vorbereitungsklassen, in denen die deutsche Sprache erlernt wird. Parallel werden die Schüler dieser Vorbereitungsklassen in deutschen Begleitklassen unterrichtet, um eine spätere vollständige Integration zu erleichtern. Für Schüler, die die Vorbereitungsklassen verlassen, gibt es zusätzlich das Angebot „Deutsch als Zweitsprache“-Stunden zu besuchen.

### Friedensschule
Der Friedensgedanke als geistiges Gerüst der IGH wurde der Schule durch Röhrs in der Gründungsphase der Schule hinzugefügt. Der Friedensgedanke beinhaltet, dass

„[…] nach der pädagogischen Intention die Erziehung zum Frieden in allen Fächern und auf allen Schulstufen wahrgenommen werden soll, vornehmlich jedoch in Sozialkunde und Geschichte. Darüber hinaus sind die in der internationalen Gruppierung des Schulalltags auftretenden Konfliktsituationen didaktisch zu benutzen, um Verständigungs- und Kompromißbereitschaft als Grundelemente des Zusammenlebens in der Demokratie verständlich zu machen.“

Die IGH ist zudem seit dem Jahr 2001 eine „anerkannte Schule“ des weltweiten Netzwerks der „UNESCO-Projektschulen“. Als solche verpflichtet sie sich das Ziel der UNESCO – die Erziehung zu internationaler Verständigung und Zusammenarbeit – in all ihren schulischen und außerschulischen Bereichen – aktiv zu unterstützen.

### Öko-Audit-Schule
Im Jahr 1999 hat die IGH ein Umweltmanagement-System nach der Öko-Audit-Verordnung (heute: Eco Management and Audit Scheme) der Europäischen Union (damals: Europäische Gemeinschaft) aufgebaut. Dieses europaweit anerkannte Öko-Audit-Emblem wurde durch eine freiwillige Umweltbetriebsüberprüfung erlangt.
Um als Öko-Audit-Schule anerkannt zu werden, überprüfen Gutachter alle drei Jahre die Schule auf diverse Verbräuche (Wasser, Strom, Papier, …), Abfallmengen oder auch Begrünung des Geländes.
Das Thema Umwelt wird zudem in das Schulsystem explizit einbezogen. So werden in den Klassen der IGH neben den zwei Klassensprechern auch zwei sogenannte Umweltsprecher gewählt, welche wöchentliche Umwelttreffen in der Schule besuchen können. Dabei entwickeln die Schüler diverse Umwelt-Projekte innerhalb der Schule, zum Beispiel ein Recycling-Projekt für alte Handys und Akkus.
Zudem gibt es seit 1995 noch ein „E-Team“, in dem freiwilligen, mitarbeitenden Schülern der bewusste Umgang mit der Umwelt (Mülltrennung, Energieverbrauch usw.) nähergebracht werden. Außerdem kontrolliert das Team über das Schuljahr die Klassenzimmer der Schule auf deren Energieverbrauch. Die Klassen mit dem geringsten Energieverbrauch gewinnen bei den jährlichen Wettbewerben Geld für die Klassenkasse, wobei die beste Klasse einen Tag Schulfrei gewinnen kann.

### Dalton-Schule
Seit Ende 2015 ist das sogenannte „Dalton-Pädagogik“ in das Schulsystem der IGH integriert. Diese Pädagogik baut auf den Prinzipien „Freiheit“, „Selbständigkeit“ und „Kooperation“. Im Rahmen des Dalton-Konzepts der Schule haben die Schüler wöchentlich 6 Unterrichtsstunden, in denen sie zu einem Lehrer ihrer Wahl, welche in verschiedenen Räumen verteilt sind, gehen können und in denen sie selbst entscheiden können, welche Fächer bzw. welche Aufgaben sie vom von den Lehrern regelmäßig neu erstellten Lernplan erledigen wollen. Dabei müssen jedoch sämtliche Aufgaben in einem größeren zeitlichen Rahmen erledigt werden. Auch ob die Schüler allein, zusammen mit anderen Schülern oder in einem „Raum der Stille“ arbeiten möchten bleibt ihnen überlassen.

## Bekannte Absolventen der IGH
- Gordian Maugg (* 1966), Filmregisseur und Drehbuchautor
- Malaika Mihambo (* 1994), Leichtathletin
- Matthias Örüm (* 1975), Fußballer
- Saša Stanišić (* 1978), Schriftsteller
- Toni-L (* 1969), Musiker (bürgerlich Toni Landomini)
- Torch (* 1971), Musiker (bürgerlich Frederik Hahn)
- Anne Weinknecht (* 1977), Schauspielerin
- Mehrdad Zaeri (* 1970), Künstler
- Mehrnousch Zaeri-Esfahani (* 1974), Schriftstellerin

## Filme
- Die IGH von OBEN, Videos und Bilder die während eines Drohnenflugs über die IGH im Rahmen der Projektwoche der Klasse 5.7, im Schuljahr 2015/2016 entstanden.
- Auf Entdeckungsreise durch die IGH, Ein Filmprojekt der Klasse 5.7, im Schuljahr 2015/2016.